# 劉凱
劉 凱 (りゅう がい、リュウ・カイ、Liu Kai、1987年10月11日)は中華人民共和国出身の元プロ野球選手。ポジションは投手。左投左打。

## 人物
真上から投げ下ろす特徴的なフォームから繰り出される最速135キロのストレートとスライダーが持ち味で、2007年よりニューヨーク・ヤンキース傘下のマイナーリーグに所属していたが、2010年から広東レパーズに復帰している。
2008年の北京オリンピック中国代表に選出されている。